# Narrillos del Rebollar
Narrillos del Rebollar település Spanyolországban, Ávila tartományban. Narrillos del Rebollar Gallegos de Altamiros, Sanchorreja, La Torre, Valdecasa, Cillán és Chamartín községekkel határos. Lakosainak száma 34 fő (2024).

## Népesség
A település népessége az utóbbi években az alábbiak szerint változott:
| Lakosok száma | 72   | 65   | 63   | 51   | 62   | 51   | 52   | 48   | 38   | 34   |
|               | 2001 | 2004 | 2006 | 2009 | 2011 | 2014 | 2016 | 2019 | 2021 | 2024 |